# ボブキャット・カンパニー
ボブキャット・カンパニー (Bobcat Company) は、アメリカの建設機械メーカーである。
1927年、Melroe Company：米メルロー社としてE.G.Melroe及びその一族によりノースダコタ州のグイナー (Gwinner)で創業。
現在の本社はウェストファーゴ。
1969年、Melroe CompanyがUS「Clark」の傘下に入る。
2007年以降、アメリカ・インガソール・ランド社(en:Ingersoll Rand)からの事業部買収により、現在は韓国の斗山グループ傘下である。
日本国内では、子会社である株式会社ボブキャットが全国の販売店への販売と供給とサポートを行なっている。
アメリカのノースダコタ州のほか、チェコ、フランス、インド、中華人民共和国等に工場を持つ。